# Řád akademických palem (Niger)
Řád akademických palem (francouzsky: Ordre des Palmes Academiques) je státní vyznamenání Nigerské republiky. Založen byl roku 1969 a je udílen za zásluhy v oblasti vzdělávání a vědy.

## Historie a pravidla udílení
Řád byl založen zákonem č. 69.68/PRN/CHAN/MEN dne 15. března 1969. Udílen je občanům Nigeru i cizím státním příslušníkům za zásluhy v oblasti vědy a vzdělávání. Vyznamenaným musí být více než 35 let. Ocenění jim předává prezident Nigeru obvykle 3. srpna v Den nezávislosti nebo 18. prosince na Den republiky. Prezident je také velmistrem řádu.

## Třídy
Řád je udílen ve třech řádných třídách. Pro každou třídu existují roční kvóty.
- komtur – Řádový odznak se nosí na stuze kolem krku. Roční kvóta udává, že komturů může být nejvýše 20 % počtu důstojníků.
- důstojník – Řádový odznak se nosí na stužce s rozetou nalevo na hrudi. Roční kvóta udává, že důstojníků může být nejvýše 40 % počtu rytířů.
- rytíř – Řádový odznak se nosí na stužce bez rozety nalevo na hrudi.

## Insignie
Řádový odznak má tvar agadežského kříže, který je jedním ze symbolů Tuaregů. Ve spodní části jsou dvě palmové ratolesti. Kříž a ratolesti jsou vyrobeny z rhodiovaného stříbra. Na hladké zadní straně je na třech řádcích nápis ORDRE · DES · PALMES ACADEMIQUES. Pod tímto nápisem je v půlkruhu druhý nápis REPUBLIQUE DU NIGER.
Stuha z hedvábného moaré je fialová se dvěma bílými pruhy.